# Santa Maria das Barreiras
Santa Maria das Barreiras is een gemeente in de Braziliaanse deelstaat Pará. De gemeente telt 17.778 inwoners (schatting 2009).